# William Faulkner
William Cuthbert Faulkner (New Albany, Mississippi, 25. rujna 1897. – Byhalia, Mississippi, 6. srpnja 1962.), američki prozaist.

## Životopis
Odrastao u provincijskoj sredini, na sjeveru siromašne savezne južne države Mississippi. Taj kraj i ljudi ostavili su neizbrisiv trag u njegovoj prozi. Faulkner nije maturirao, ali je mnogo čitao (od svjetskih klasika do francuskih simbolista: Paula Verlainea, Wildea, Dostojevskog, Flauberta, Rimbauda, Swinburnea, Shakespearea, Cervantesa ).
Godine 1918. primljen je kao dobrovoljac u pilotsku školu britanskoga zrakoplovstva u Kanadi. Nakon rata vratio se u Oxford, gdje je proživio najveći dio života (potkraj života često boravio u državi Virginiji kod kćerine obitelji). Nakon pjesama i kraćih proza, prvi mu je početnički roman »Vojnikova plaća«, 1926. Budući da je teško nalazio izdavače, do kraja II. svjetskoga rata povremeno je odlazio u Hollywood, gdje je pisao i prepravljao uglavnom tuđe scenarije; poznate su njegove preradbe Hemingwayevih romana. Posljednjih petnaestak godina života uživao je veliku popularnost i bio svojevrsni veleposlanik američke kulture u Europi, Južnoj Americi i Japanu. Godine 1949. dobio je Nobelovu nagradu za književnost, održavši pritom vjerojatno najpoznatiji i najbolji govor koji je ikada izgovoren tijekom te svečanosti.
Na početku Faulknerova velikog razdoblja njegov je treći roman »Sartoris«, 1929., priča o uglednoj obitelji toga imena kojom počinje njegova saga o Yoknapatawphi i gradiću Jeffersonu (apokrifna imena za gradić sličan Oxfordu i njegov kotar Lafayette). Na neobično točno opisanu i u svakom detalju proživljenu životu svoje regije (što ga čini i regionalnim piscem), Faulkner je izgradio povijesni, simbolični i mitski svijet. Prozom biblijske veličine i grozničavog intenziteta, William Faulkner je stvorio, kako je rekao jedan kritik, "kozmos koji nitko ne posjeduje". Po senzibilitetu blizak naturalističkim piscima konca 19. stoljeća, no istodobno visoko svjestan i savjestan umjetnik, u svoj je opus integrirao mnoge modernističke narativne tehnike (npr. tehniku struje svijesti, vremenskog flashbacka koji nalazimo u filmovima, polifoniju glasova, narativne rezove i poetske komentare).
Roman Krik i bijes, 1929., prikaz je propasti četvero djece stare obitelji Compson, uklopljen u povijest američkoga Juga, a ujedno i eksperimentalni, inovativni roman struje svijesti koji može stati uz bok Joyceovu »Uliksu«. Radikalnost foknerovske inovacije vidljiva je i po tom što je, esencijalno, sav roman sadržan u svijesti idiota Benjya. Tom je djelu poput slike u zrcalu suprotstavljen roman o krajnje siromašnoj seljačkoj obitelji Bundrenovih, »Kad ležah na samrti«, 1930., koji se sastoji od unutarnjih monologa muža i (umiruće) žene, njihove mahnite, vizionarske i ekstravagantne djece i susjeda, a radnja kulminira u mitsko-grotesknom, ali primitivnom i tvrdoglavom, ustrajnom prevoženju majčina lijesa na daleko groblje u doba velike poplave.
Posebno je šokantno »Svetište«, 1931., u kojem impotentni gangster Popeye kukuruznim klipom siluje otmjenu i izazovnu Temple Drake te s njom živi u bordelu u Memphisu. Andre Malraux nazvao je »Svetište« prodorom grčke tragedije u kriminalni trivijalni roman. Slijede »Svjetlost u kolovozu«, sa središtem oko tragičnoga lika Krista-Sotone, heroja i zločinca Joe Christmasa, opsjednutoga hipernadraženom rasnom sviješću i samomržnjom zbog sumnje da ima crnačke krvi; taj roman istodobno sadrži i najpotresniju ljubavnu priču u Faulknerovu opusu i prikaz otrovnoga bujanja vjerskoga fanatizma, te »Abšalome, sine moj!«, 1936., tehnički nerazmrsiv splet opsesivnoga unutarnjeg monologa mladog Quentina Compsona i trostrukoga narativnog prenošenja verzija priče o usponu i padu Thomasa Sutpena u doba prije, tijekom i poslije Američkoga građanskoga rata - radnja se događa pola stoljeća prije same pripovijesti o usponu i padu Juga kao kao zasebne civilizacije. Taj roman, koji je sam pisac smatrao svojim najvećim ostvarenjem, "najfoknerskiji" je autorov iskaz o Jugu, ljudskoj sudbini i životu uopće.
»Zaselak«, 1940., prvi je svezak "trilogije" o obitelji Snopes, groteskno prikazanih i karikiranih pripadnika razgranatog plemena "bjelačkog šljama" i njihove najezde na Jefferson pod vodstvom Flema Snopesa, koji u preostala dva dijela, »Grad«, 1957. i »Palača«, 1960., preuzima banku i postaje vodeća ličnost u Jeffersonu sve dok ga ne ustrijeli prevareni rođak. I u toj trilogiji, koja sadrži više političke satire i društvene kritike, a manje mitske veličine i tragičnoga raskola no što je uobičajeno kod njega, Faulkner ostaje majstorom: uza svu detaširanost i sarkazam, trilogija obiluje nezaboravnim scenama i likovima među kojima dominiraju Faulknerov alter ego, odvjetnik Gavin Stevens i njegov prijatelj, zdravorazumski i humani prodavač V.K.Ratliff (kasnije se ispostavilo da V. K. stoji za Vladimir Kirilovič - još jedan Faulknerov ironijsko-humani komentar u doba mahnitanja makartizma i hladnoga rata).
Od kasnijih su romana poznatiji »Uljez u prašinu«, 1948., mješavina detektivske priče i pomalo didaktične pripovijesti usmjerene protiv rasnoga grijeha Juga utjelovljenog u linčovanju, zatim »Bajka«, 1954., alegorijska povijest koja rekreira kršćanski mit, smješten u rovove 1. svjetskoga rata u Francuskoj, te »Lupeži«, 1962., posljednji roman, objavljen tik prije piščeve smrti - laka pripovijest protkana nostalgijom za prošlim vremenima. Ta se djela inače smatraju slabijim i moralizatorskim iskazima autora koji je u to doba izgradio personu južnjačkoga gospodina liberalno-humanističkog svjetonazora.
No, u velikom, tragičnom razdoblju Faulknerova stvaralaštva, koje je trajalo od konca dvadesetih do sredine četrdesetih, pojavila su se i djela hibridnih oblika: u »Divljim palmama«, 1939., autor modernu gradsku priču o tragičnoj ljubavi prepleće s komičnim narodskim "epom" o doživljajima nevino osuđenog robijaša za velike poplave. Neke je pak zbirke novela objavio kao "romane": »Nepobijeđeni«, 1938., (Faulknerov "vestern" i njegovo najpristupačnije djelo), te kronika bogate farmerske obitelji McCaslin »Siđi, Mojsije«, 1942., zapravo zbirka povezanih pripovijedaka u kojima se ističe »Medvjed«, prikaz obrednog lova na drevnog medvjeda, simbola iskonskog prirodnoga poretka - pripovijest protkana nostalgijom za nepovratno nestalim "izgubljenim rajem". U tom je smislu zanimljiv i »Rekvijem za opaticu«, 1951., sastavljen od dramskih i proznih segmenata. Faulkner je objavio i nekoliko zbirki novela te razgovora sa studentima na raznim sveučilištima (Virginia Tech, Nagoya), a posmrtno su izišli neki početnički radovi te izabrana pisma.

## Utjecaj
William Faulkner je, po mnogim sudovima, najveći američki romanopisac i jedan od najvećih svjetskih prozaika uopće. Njegovo djelo karakteriziraju raskošna invencija, vatromet tehničke virtuoznosti, dominantna tragička i tragičko-ironijska vizija života u kojoj vlada usud (kob, fatum), no ublažena i oživljena čestim burlesknim i drastično komičnim scenama. To djelo, koje istražuje ponore zla i infernalne situacije (ludilo, incest, umorstvo, masakriranje, silovanje, linč, bratoubojstvo, čedomorstvo), istodobno je afirmacija ljudskosti i stoičkoga humanizma izraženoga u kršćanskoj ikonografiji i naglasku na vrlinama koje je Faulkner istaknuo u svojem nezaboravnom govoru pri dodjeli Nobelove nagrade: hrabrost, sućut, ponos, ljubav, čast i žrtvu. Faulknerov je utjecaj na svjetsku književnost golem: dovoljno je reći da su poslijeratne američka, zapadnoeuropska i latinoamerička literatura nezamislive bez njega, od Camusja do Marqueza, od Vargasa Llose do Toni Morrison.

## Djela

### Romani
- "Vojnikova plaća", (1926.)
- "Komarac", (1927.)
- "Sartoris", (1929.)
- "Krik i bijes", (1929.)
- "Kad ležah na samrti", (1930.)
- "Svetište", (1931.)
- "Svjetlost u kolovozu", (1932.)
- "Abšalome, sine moj! ", (1936.)
- "Divlje palme", (1939.)
- "Zaselak",(1940.)
- "Siđi, Mojsije", (1942.)
- "Uljez u prašinu", (1948.)
- "Rekvijem za opaticu", (1951.)
- "Bajka", (1954.)
- "Grad", (1957.)
- "Palača", (1960.)
- "Lupeži", (1962.)

### Kratke priče
- "Landing in Luck" (1919.)
- "The Hill" (1922.)
- "New Orleans"
- "Mirrors of Chartres Street" (1925.)
- "Damon and Pythias Unlimited" (1925.)
- "Jealousy" (1925.)
- "Cheest" (1925.)
- "Out of Nazareth" (1925.)
- "The Kingdom of God" (1925.)
- "The Rosary" (1925.)
- "The Cobbler" (1925.)
- "Chance" (1925.)
- "Sunset" (1925.)
- "The Kid Learns" (1925.)
- "The Liar" (1925.)
- "Home" (1925.)
- "Episode" (1925.)
- "Country Mice" (1925.)
- "Yo Ho and Two Bottles of Rum" (1925.)
- "Music - Sweeter than the Angels Sing"
- "A Rose for Emily" (1930.)
- "Honor" (1930.)
- "Thrift" (1930.)
- "Red Leaves" (1930.)
- "Ad Astra" (1931.)
- "Dry September" (1931.)
- "That Evening Sun" (1931.)
- "Hair" (1931.)
- "Spotted Horses" (1931.)
- "The Hound" (1931.)
- "Fox Hunt" (1931.)
- "Carcassonne(1931.)
- "Divorce in Naples" (1931.)
- "Victory" (1931.)
- "All the Dead Pilots" (1931.)
- "Crevasse" (1931.)
- "Mistral" (1931.)
- "A Justice" (1931.)
- "Dr. Martino" (1931.)
- "Idyll in the Desert" (1931.)
- "Miss Zilphia Grant" (1932.)
- "Death Drag" (1932.)
- "Centaur in Brass" (1932.)
- "Once Aboard the Lugger (I.)" (1932.)
- "Lizards in Jamshyd's Courtyard" (1932.)
- "Turnabout" (1932.)
- "Smoke" (1932.)
- "Mountain Victory" (1932.)
- "There Was a Queen" (1933.)
- "Artist at Home" (1933.)
- "Beyond" (1933.)
- "Elly" (1934.)
- "Pennsylvania Station" (1934.)
- "Wash" (1934.)
- "A Bear Hunt" (1934.)
- "The Leg" (1934.)
- "Black Music" (1934.)
- "Mule in the Yard" (1934.)
- "Ambuscade" (1934.)
- "Retreat" (1934.)
- "Lo!" (1934.)
- "Raid" (1934.)
- "Skirmish at Sartoris" (1935.)
- "Golden Land" (1935.)
- "That Will Be Fine" (1935.)
- "Uncle Willy" (1935.)
- "Lion" (1935.)
- "The Brooch" (1936.)
- "Two Dollar Wife" (1936.)
- "Fool About a Horse" (1936.)
- "The Unvanquished" (1936.)
- "Vendee" (1936.)
- "Monk" (1937.)
- "Barn Burning" (1939.)
- "Hand Upon the Waters" (1939.)
- "A Point of Law" (1940.)
- "The Old People" (1940.)
- "Pantaloon in Black" (1940.)
- "Gold Is Not Always" (1940.)
- "Tomorrow" (1940.)
- "Go Down, Moses" (1941.)
- "The Tall Men" (1941.)
- "Two Soldiers" (1942.)
- "Delta Autumn" (1942.)
- "Medvjed", (1942.)
- "Afternoon of a Cow" (1943.)
- "Shingles for the Lord" (1943.)
- "My Grandmother Millard and General Bedford Forrest and the Battle of Harrykin Creek" (1943.)
- "Shall Not Perish" (1943.)
- "Appendix, Compson, 1699-1945" (1946.)
- "An Error in Chemistry" (1946.)
- "A Courtship" (1948.)
- "Knight's Gambit" (1949.)
- "A Name for the City" (1950.)
- "Notes on a Horsethief" (1951.)
- "Mississippi" (1954.)
- "Sepulture South: Gaslight" (1954.)
- "Race at Morning" (1955.)
- "By the People" (1955.)
- "Hell Creek Crossing" (1962.)
- "Mr. Acarius" (1965.)
- "The Wishing Tree" (1967.)
- "Al Jackson" (1971.)
- "And Now What's To Do" (1973.)
- "Nympholepsy" (1973.)
- "The Priest" (1976.)
- "Mayday" (1977.)
- "Frankie and Johnny" (1978.)
- "Don Giovanni" (1979.)
- "Peter" (1979.)
- "A Portrait of Elmer" (1979.)
- "Adolescence" (1979.)
- "Snow" (1979.)
- "Moonlight" (1979.)
- "With Caution and Dispatch" (1979.)
- "Hog Pawn" (1979.)
- "A Dangerous Man" (1979.)
- "A Return" (1979.)
- "The Big Shot" (1979.)
- "Once Aboard the Lugger (II.)" (1979.)
- "Dull Tale" (1979.)
- "Evangeline" (1979.)
- "Love" (1988.)
- "Christmas Tree" (1995.)
- "Rose of Lebanon" (1995.)
- "Lucas Beauchamp" (1999.)

Sva su glavna Faulknerova djela, osim ranih početničkih "Vojnikove plaće" i "Komaraca" prevedena na hrvatski, a objavljena su i njegova izabrana djela.